# MotorStorm: RC
MotorStorm: RC — видеоигра в жанре аркадных гонок, разработанная Evolution Studios и изданная Sony Computer Entertainemnt для консолей PlayStation Vita и PlayStation 3 в 2012 году. В том же году было выпущено расширенное издание под названием MotorStorm RC Complete. Игра является вторым спин-оффом, а также последней частью серии MotorStorm.
В отличие от предыдущих частей серии, в MotorStorm: RC игроку доступны радиоуправляемые машинки, а камера показывает происходящее сверху. Тематика трасс использована из предыдущих игр франшизы. Благодаря сетевым возможностям, игроки могут сравнивать свои результаты и рекорды заездов.
Создатели реализовали полную кроссплатформенность между версиями для обеих платформ. Игровая пресса оставила преимущественно положительные отзывы о MotorStorm: RC. Обозреватели отнесли к позитивным сторонам весёлый игровой процесс, трассы и сетевые возможности, из минусов же выделяли некоторые технические недочёты.

## Игровой процесс

Официальный скриншот, показывающий гоночное соревнование на новом для серии виде транспорта — радиоуправляемых машинках

MotorStorm: RC представляет собой аркадную гоночную игру, выполненную в трёхмерной графике с видом сверху.
В отличие от предыдущих частей серии, в MotorStorm: RC игроку предоставлены радиоуправляемые машинки, которые, однако, тоже делятся на различные классы, например багги и суперкары, заимствованы из предшественников и различаются техническими характеристиками; внешний вид и расцветку машинок можно изменять. Основным режимом, как и прежде, является фестиваль, в котором представлены 16 трасс, разделённых на четыре тематики всех предыдущих частей серии — Monument Valley, Pacific Rift, Arctic Edge и Apocalypse. Задания разделяются на такие типы, как заезд (гонка с другими участниками), быстрый круг (нужно проехать трассу за ограниченное время), погоня (нужно обгонять другие машинки) и занос (нужно зарабатывать очки посредством дрифта). За первое, второе и третье места даются три, две и одна медали соответственно.
Помимо фестиваля есть несколько дополнительных режимов, таких как одиночные заезды на время, свободная игра со своими настройками и специальный полигон для освоения управления машинок. С помощью функции пит-уолл игроки могут сравнивать по сети свои результаты и рекорды заданий. На PlayStation 3 также предусмотрена многопользовательская игра с технологией SimulView (всё действие происходит на одном экране) и с технологией разделённого экрана до четырёх игроков. Кроме того, в игре действует система трофеев.

## Разработка и выход игры
MotorStorm: RC была анонсирована 22 ноября 2011 года. Проект является вторым после MotorStorm: Arctic Edge спин-оффом серии гоночных игр MotorStorm и значительно отличается от предшественников тем, что используются радиоуправляемые машинки, перспектива камеры сверху и менее вариативные небольшие трассы, наподобие таких игр, как Super Off Road и серия Micro Machines. Помимо этого, разработчиками была обещана полная кроссплатформенность между версиями для PlayStation Vita и PlayStation 3, в том числе покупка изданий сразу для обеих платформ и синхронизация сохранения. Для версии на PlayStation 3 создатели также реализовали поддержку 3D-изображения, как в MotorStorm: 3D Rift и MotorStorm: Apocalypse. Эксклюзивно же для версии на PlayStation Vita, благодаря спонсорской сделке с производителем автомобилей Scion, добавлена радиоуправляемая версия модели Scion iQ — это единственный раз, когда в серии использовались лицензированные реальными производителями транспортные средства.
Выпуск MotorStorm: RC состоялся 22 февраля 2012 года в Европе, в день выхода в этом регионе PlayStation Vita. В Северной Америке игра вышла 6 марта того же года, а в Японии — 29 марта. Для MotorStorm: RC впоследствии был выпущен загружаемый контент, включающий в себя новые состязания, трассы, машинки, медали и трофеи. В Европе и Северной Америке соответственно 19 и 24 декабря была издана расширенная версия под названием MotorStorm RC Complete, включающая в себя оригинальную игру и все выпущенные к ней дополнения. Все версии распространяются с помощью сервиса цифровой дистрибуции PlayStation Network.

## Музыка

Обложка музыкального альбома MotorStorm RC: Music from the Game

Как и в предыдущей игре серии, MotorStorm: Apocalypse, в MotorStorm: RC используется оригинальное музыкальное сопровождение, выполненное в жанре дабстеп. 5 декабря 2012 года в европейских сетях цифрового магазина PlayStation Store был выпущен альбом MotorStorm RC: Music from the Game с музыкой из игры.
| №                   | Название            | Длительность |
| ------------------- | ------------------- | ------------ |
| 1.                  | «Lap 1»             | 5:31         |
| 2.                  | «Lap 2»             | 2:55         |
| 3.                  | «Lap 3»             | 3:21         |
| 4.                  | «Lap 4»             | 4:49         |
| 5.                  | «Lap 5»             | 3:34         |
| 6.                  | «Lap 6»             | 3:29         |
| 7.                  | «Lap 7»             | 4:42         |
| Общая длительность: | Общая длительность: | 28:21        |

## Оценки и мнения
| Сводный рейтинг    | Сводный рейтинг                 |
| Агрегатор          | Оценка                          |
| ------------------ | ------------------------------- |
| GameRankings       | 82,50 % (PS3) 78,35 % (PS Vita) |
| Metacritic         | 78/100 (PS Vita)                |
| MobyRank           | 74/100 (PS Vita)                |
| Иноязычные издания |                                 |
| Издание            | Оценка                          |
| AllGame            | [ 22 ] [ 23 ]                   |
| Edge               | 7/10                            |
| Eurogamer          | 8/10                            |
| IGN                | 8,5/10                          |
| VideoGamer         | 9/10                            |

MotorStorm: RC получила в основном позитивные отзывы от критиков. Рецензенты хвалили весёлый геймплей, дизайн трасс и сетевой функционал, но к недостаткам отнесли некоторые технические огрехи. На сайте Metacritic средняя оценка версии для PlayStation Vita составляет 78 баллов из 100 возможных, а на GameRankings — 82,50 % для PlayStation 3 и 78,35 % для PlayStation Vita. Игра снискала коммерческий успех — в марте 2012 года она занимала четвёртое место в чарте продаж сервиса PlayStation Network.
В журнале Edge положительную реакцию вызвали разнообразие автомобилей, которые по-разному себя ведут на различных поверхностях, большое количество трасс и режимов, а также удачно реализованные списки лидеров, которые, по мнению критиков, компенсируют отсутствие многопользовательской игры в реальном времени; в качестве минусов игры упоминались неудобные варианты управления и некоторые недочёты в дизайне (например, исчезновение машин из вида игрока при проезде под большими объектами). Оли Уэлш, журналист Eurogamer, назвал MotorStorm: RC «редким удовольствием» для тех, кому нравятся радиоуправляемые машинки, похвалив «чудесную» физическую модель, интересные и сложные заезды, но посчитав «большим разочарованием» отсутствие локального или онлайнового многопользовательского режима на PlayStation Vita (хотя критику понравилась отлично реализованная идея со списком лидеров). Обозреватель IGN, Алекс Симмонс, отметил, что MotorStorm: RC непохожа не предыдущие части серии, но это идёт портативной игре на пользу, и отнёс к достоинствам точное и отзывчивое управление, разнообразные заезды и таблицы лидеров, являющиеся огромным стимулом устанавливать лучшие результаты, но всё так же был огорчён отсутствием многопользовательской онлайн-игры в реальном времени. Том Орри, рецензент VideoGamer.com, хоть и покритиковал «грубоватую» графику на PlayStation Vita, тем не менее похвалил MotorStorm: RC за увлекательный игровой процесс, весёлое и при этом проработанное управление, а также за «блестящую» интеграцию таблицы лидеров: «RC предлагает больше чувства конкуренции, чем многие стандартные гоночные игры, и будет затягивать вас снова и снова».